# Antonio Viscardi
Antonio Viscardi (Venezia, 30 luglio 1900 – Bellano, 1º marzo 1972) è stato un filologo e critico letterario italiano.

## Biografia
Fu professore di Filologia romanza all'Università degli Studi di Pavia dal 1938 al 1942 e in seguito all'Università degli Studi di Milano. Fu socio dell'Accademia dei Lincei dal 1971.
Tra i suoi studi vanno ricordati quelli sul medioevo romanzo, sulle letterature d'oc e d'oil, sulle origini latine e francesi della tradizione letteraria moderna, su Francesco Petrarca, Ludovico Antonio Muratori, Pietro Bembo ecc.
Con Giuseppe Vidossi e Bruno Nardi curò alcuni volumi dei Classici Ricciardi. Collaborò a "La Cultura", al "Giornale storico della letteratura italiana", a "Studi medievali", "Cultura neolatina" e ad altre riviste, oltre che all'Istituto veneto di scienze, lettere ed arti di Venezia e alla Reale Accademia di Scienze, Lettere ed Arti di Padova, alla Scuola normale superiore di Pisa. Le sue lezioni erano trascritte e pubblicate con regolarità dagli allievi.

## Opere
- Francesco Petrarca e il Medio Evo, Perrella, Napoli s.d. (ma 1925)
- Miscellanea di studi critici in onore di Vincenzo Crescini (a cura di), Cividale 1927
- S. Antonio da Padova, Formiggini, Roma 1931; Bietti, Milano 1941
- Saggio sulla letteratura religiosa del Medio Evo romanzo, Cedam, Padova 1932, Firenze 1968
- Sulla leggenda liturgica di San Carlo Magno, Bardi, Roma 1933; poi come La Leggenda liturgica di san Carlo Magno e l'epopea francese, Adriatica, Bari 1971
- Latinità medioevale e tradizione scolastica, Bardi, Roma 1938
- Le origini, in Storia letteraria d'Italia, vol. 1, Vallardi, Milano 1939, 1950, 1957, 1973
- Florilegio trobadorico, Cisalpino, Milano 1939, 1960, 1965
- Letteratura franco-italiana (a cura di), Società tipografica, Modena 1941
- Posizioni vecchie e nuove della storia letteraria romanza, Cisalpino, Milano 1944
- Antologia dei narratori francesi del Medio Evo, a cura di Carla Cremonesi, Cisalpino, Milano 1945, 1960
- La poesia trobadorica e l'Italia, in Letterature comparate, Marzorati, Milano 1948, 1985 ISBN 88-280-0034-1
- Il purismo. Lezioni di storia della lingua, a cura di Maurizio Vitale, Goliardica, Milano 1949
- La lingua della Gerusalemme Liberata, Goliardica, Milano 1949
- Lezioni di filologia romanza, a cura di Carla Cremonesi, Goliardica, Milano 1950
- Lineamenti di una storia della lingua italiana dalle origini al Manzoni, Cisalpino, Milano 1950
- La letteratura italiana dalle origini ai giorni nostri (con Arturo Pompeati), 3 voll., Cisalpino, Milano 1951
- Le prose della volgar lingua di P. Bembo, a cura di Maurizio Vitale, Goliardica, Milano 1951
- Letterature d'oc e d'oïl, Nuova Accademia (Storia delle letterature di tutto il mondo), Milano 1952, 1958
- Poeti della prima scuola, a cura di Valerio Riva, Goliardica, Milano 1952
- Le canzoni di gesta, a cura di Gian Roberto Sarolli, Goliardica, Milano 1953
- Il problema della divulgazione del toscano letterario in Lombardia nei secoli XIV e XV, a cura di Laura Giuliani, Goliardica, Milano 1953
- Storia del Vocabolario Italiano. Lezioni di storia della lingua raccolte a cura di Laura Giuliani, Milano 1953
- La cultura nell'alto medioevo, in Questioni di storia contemporanea, Marzorati, Milano 1954, pp. 530-605
- Preistoria e storia degli studi romanzi (con Maurizio Vitale), Milano 1955
- Dalle origini al Rinascimento, in Letteratura italiana. Le correnti, vol. 1, Marzorati, Milano 1956, pp. 59-201
- La prima arte. Grammatica italiana per le scuole medie (con Maurizio Vitale), Fabbri, Milano 1956
- La poesia trobadorica, a cura di Annamaria Finoli, Goliardica, Milano 1956
- Lingua e letteratura, in La civiltà veneziana del trecento, Sansoni, Firenze 1956, pp. 181-205
- Le origini. Testi latini, italiani, provenzali e franco-italiani (a cura di, con Bruno e Tilde Nardi, Giuseppe Vidossi e Felice Arese), in La letteratura italiana, Ricciardi, Napoli 1956
- Le Roman de Renart, Goliardica, Milano 1957
- La letteratura provenzale, in Storia delle letterature moderne d'Europa e d'America, a cura di Carlo Pellegrini, vol. 1, Vallardi, Milano 1958
- Introduzione a Le prefazioni ai primi grandi vocabolari delle lingue europee, Cisalpino, Milano 1959
- Le origini della tradizione letteraria italiana, Studium, Roma 1959
- Le canzoni di gesta, a cura di Annamaria Finoli, Goliardica, Milano 1960, 1963
- Eroi e miti della Tavola Rotonda (a cura di), Dalmine, Milano 1960
- Storia della letteratura italiana dalle origini al Rinascimento, Nuova Accademia (Storia delle letterature di tutto il mondo), Milano 1960
- Problemi di estetica nell'età medievale e nell'umanesimo (con Giorgio Bàrberi Squarotti e Cesare Vasoli), Marzorati, Milano 1960, pp. 232-433
- Il romanzo cortese, a cura di Andrea Pulega, Goliardica, Milano 1961
- La Chevalerie Ogier e la narrativa francese del secolo XIII, a cura di Carla Cremonesi, Goliardica, Milano 1963
- Corso di filologia romanza: poesia trobadorica, a cura di Donata Soana, Goliardica, Milano 1966
- L'Italia nell'età comunale (con Gianluigi Barni), Utet, Torino 1966, 1980 ISBN 88-02-01665-8
- Petrarca e petrarchismo, a cura di Amelia Alesina, Goliardica, Milano 1966
- Chretien de Troyes, a cura di Donata Camaldo Soana, Goliardica, Milano 1967
- La Bibbia nel Medioevo francese, a cura di Donata Camaldo Soana, Goliardica, Milano 1968
- Saggio sulla letteratura religiosa del Medio Evo romanzo, Astrografica, Firenze 1968
- La tradizione scolastica, le artes amandi, a cura di Donata Camaldo Soana, Goliardica, Milano 1969
- Ricerche e interpretazioni mediolatine e romanze, Cisalpino, Milano 1970
- Scritture e scrittori dei secoli VII-X (a cura di, con Bruno Nardi e Giuseppe Vidossi), Einaudi, Torino 1977
- Scritture e scrittori del secolo XI (a cura di, con Giuseppe Vidossi), Einaudi, Torino 1977
- Scritture e scrittori del secolo XII (a cura di, con Giuseppe Vidossi), Einaudi, Torino 1977
- Letteratura latina del secolo XIII (a cura di, con Bruno Nardi), Einaudi, Torino 1978